# Национальная библиотека Маврикия
Национальная библиотека Маврикия — центральная библиотека Маврикия, учреждение, ответственного за сбор, библиографическую запись, сохранение и предоставление доступа к печатному наследию нации. Она предоставляет информацию практически по всем отраслям знаний и функционирует как центр координации, планирования и стимулирования библиотечной системы страны. Это учреждение было создано правительством в соответствии с Законом о национальной библиотеке № 32 1996 года как юридическое лицо при Министерстве искусства и культуры. Национальная библиотека Маврикия была официально открыта для общественности в январе 2000 года.

## Описание
Национальная библиотека обеспечит равный доступ к информации всем гражданам Маврикия, тем самым предоставляя равные возможности получения образования и углубляя процесс демократизации. Задачи Национальной библиотеки — популяризировать и поощрять использование библиотечных материалов; приобретать новые библиотечные материалы в целом и, в частности, материалы, относящиеся к Маврикию; предоставлять библиотечные материалы в пользование; участвовать в планировании библиотечных услуг на Маврикии; содействовать исследованиям в библиотечной сфере и оказывать помощь в методах обработки информации; действовать как национальный библиографический центр и вести национальную библиографию; выступать в качестве организатора обмена библиотечными материалами; инициировать и развивать сотрудничество между библиотекой и другими библиотеками как на национальном, так и на международном уровнях.
Основная роль Национальной библиотеки Маврикия заключается в создании всеобъемлющей коллекции национального наследия путём сбора, получения и сохранения всех публикаций и произведений, напечатанных и произведённых на Маврикии. Основным источником приобретения является система обязательного депонирования в соответствии с Законом о национальной библиотеке 1996 года, который предусматривает, что каждое издательство на Маврикии должно бесплатно депонировать Национальной библиотеке шесть экземпляров каждой публикации, будь то книга, периодическое издание, отчёт, газета или любой другой печатный документ. То же правило применяется ко всем производителям литературы на Маврикии, которые должны депонировать шесть копий любых произведенных непечатных материалов. Чтобы обеспечить доступ к наиболее полному собранию материалов Маврикия, Национальная библиотека должна приобретать все печатные и непечатные материалы, опубликованные и напечатанные за границей, тематика которых связана с Маврикием. Национальная библиотека также несёт ответственность за создание коллекции зарубежных справочных материалов по различным интересующим вопросам для пользы маврикийской общественности в целом. Национальная библиотека функционирует как центральное учреждение для координации, планирования и развития всей библиотечной системы Маврикия.

## Фонды
Коллекция Национальной библиотеки Маврикия состоит из материалов в различных форматах, таких как: письменные или графические записи, машинописные тексты, книги, газеты, периодические издания, партитуры, фотографии, карты, рисунки и непечатные материалы, такие как фильмы, диафильмы, аудиовизуальные материалы, включая кассеты, диски и репродукции, относящиеся к любой теме, произведённые на Маврикии или относящиеся к Маврикию и произведённые за рубежом. По состоянию на 2014—2015 годы фонды библиотеки составляли 510000 единиц хранения. Предметный охват: сельское хозяйство, архитектура, биографии, информатика, экономика, география, ремёсла, история, языкознание, литература, политика, фундаментальные и прикладные науки, религия и так далее. Библиотечные фонды также включают редкие документы, а именно: справочники, альманахи, административные отчёты, стенограммы заседаний Национального собрания, рукописи, диссертации, правительственные ведомости, газеты и другие документы с 1777 года.